# Canthocamptus tentaculatus
Canthocamptus tentaculatus är en kräftdjursart som beskrevs av Daday 1879. Canthocamptus tentaculatus ingår i släktet Canthocamptus och familjen Canthocamptidae. Inga underarter finns listade i Catalogue of Life.